# 4255 Spacewatch
A 4255 Spacewatch (ideiglenes jelöléssel 1986 GW) egy kisbolygó a Naprendszerben. A Spacewatch projekt keretében fedezték fel 1986. április 4-én.